# Develon

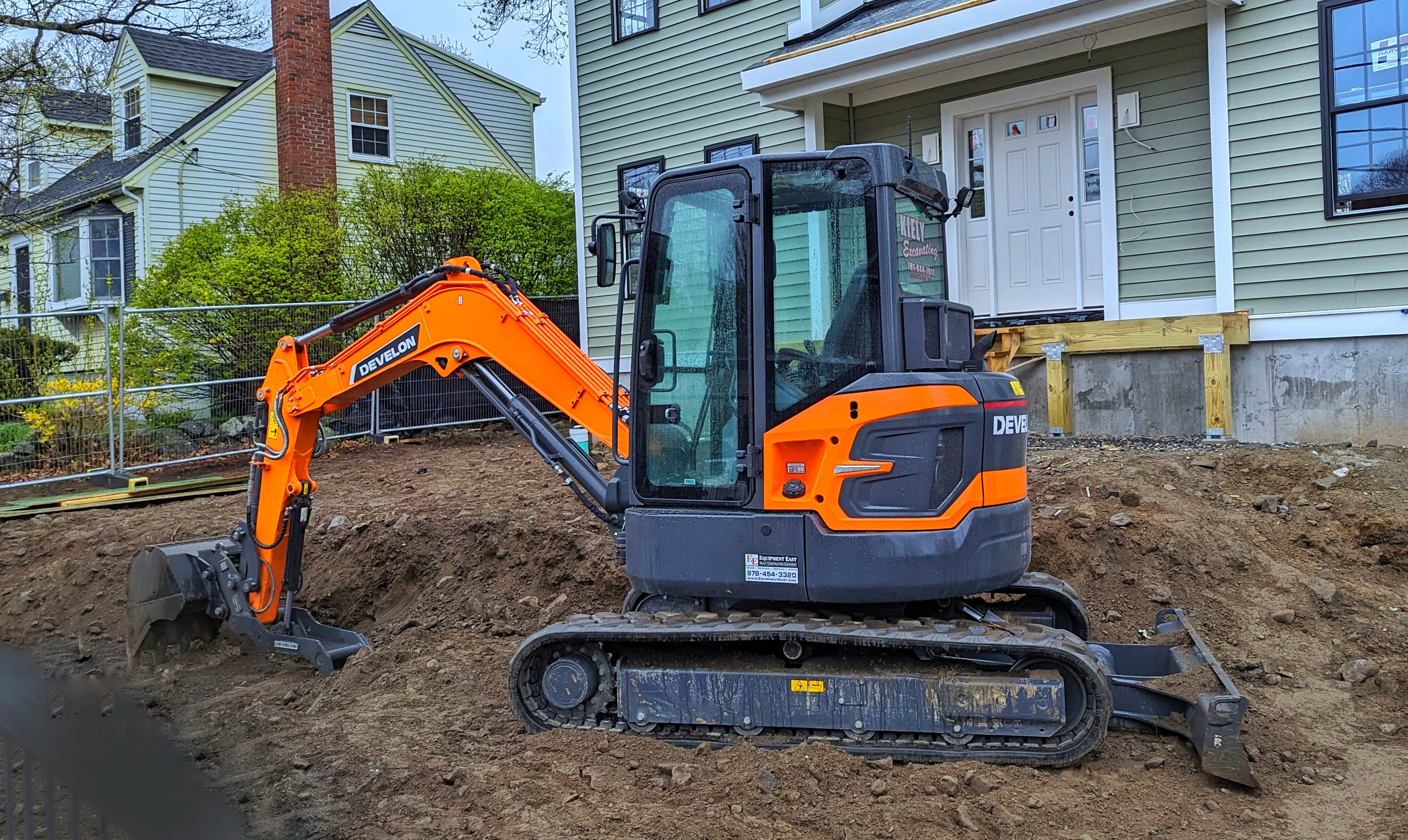
Develon graafmachine

Develon is een merk bouwmachines van Hyundai Heavy Industries en is de opvolger van Doosan Infracore Construction Equipment, dat wederom voortkomt uit Daewoo Heavy Industries and Machinery. Daewoo begon in de jaren '70 met de productie van graafmachines in licentie van Hitachi Construction Equipment. In de jaren '80 volgden wielladers.  Eind jaren '80 werd in het Belgische Frameries een fabriek opgezet voor bouwmachines. Deze werd in 2014 gesloten. In 2007 werd het Noorse Moxy overgenomen, dat kiepauto's produceert. Toen de Doosan Group in de financiële problemen kwam verkocht het Infracore Construction Equipment aan Hyundai Heavy Industries. In 2023 werd de nieuwe merknaam aangekondigd.

## Gamma
Develon biedt de volgende productgroepen aan:
- Wielladers
- Graafmachines
  - Mobiele graafmachines
  - Graafmachines met rupsen
- Kiepwagens
- Bulldozers